# Heinrich von Plauen (Roman)

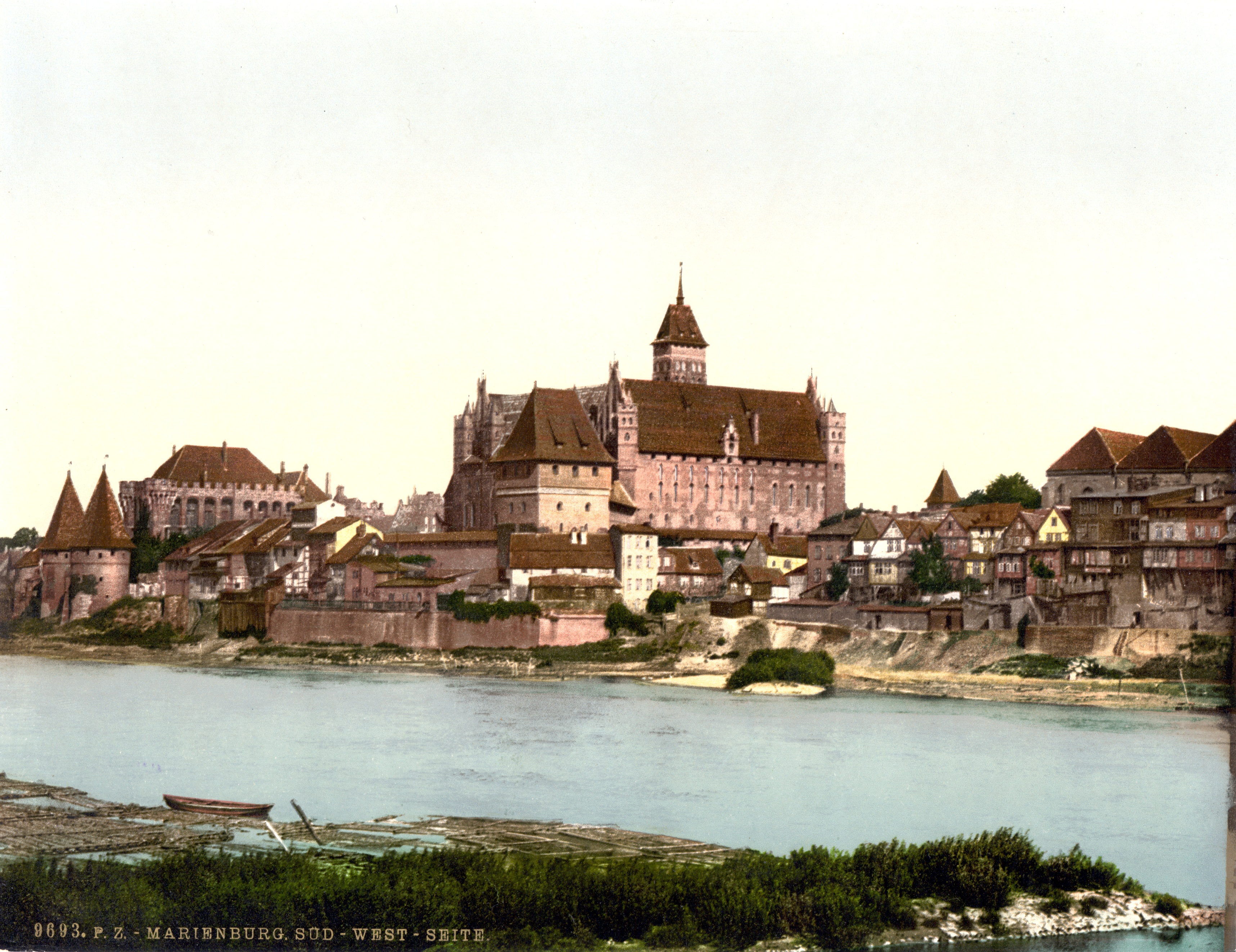
Die Marienburg

Heinrich von Plauen ist ein zweibändiger historischer Roman von Ernst Wichert, der 1881 bei Carl Reißner in Leipzig erschien.
Junker Heinz aus dem Vogtland lernt anno 1410 im Preußenland die Schwester, den Vater sowie den Großvater mütterlicherseits kennen und findet eine Frau.

## Handlung
Der 22-jährige Junker Heinrich von Waldstein, Heinz genannt, wird von seinem Verwandten Heinrich von Plauen, dem Komtur von Schwetz, ins Preußenland gerufen. Denn der Deutsche Orden will ins Feld gegen den polnischen König Wladislaus Jagello ziehen. Jagello hat sich mit seinem Vetter Großfürst Witowd von Litauen verbündet. Beide sind Todfeinde des Deutschen Ordens.
Auf der Seereise von Lübeck nach Danzig freundet sich Heinz mit dem 24-jährigen Junker Hans von der Buche aus Buchwalde an. Hans hat einen mehrjährigen Universitätsaufenthalt beendet. Zwei Jahre studierte er bei Johann Huß und Hieronymus in Prag und ein Jahr in Bologna. 
In der Danziger Bucht wird das Schiff im Mai 1410 von Vitalienbrüdern unter deren Hauptmann Marquard Stenebreeker geentert. Die Danziger Schiffsbesatzung kann mit Unterstützung der kampfstarken jungen Passagiere, zu denen noch Bartholomäus Groß, der Schwiegersohn des Danziger Bürgermeisters Konrad Letzkau gehört, die Seeräuber überwältigen und dem gaffenden Danziger Krämervolk präsentieren. Die Danziger Ratsherren, das sind Kaufleute, wollen die Gefangenen richten. Der Danziger Komtur Johann von Schönfels aber ist anderer Ansicht. Die Bürger sind Untertanen des Deutschen Ordens. Also untersagt er als geistlicher Herr der Stadt dem Bürgermeister Konrad Letzkau das Gericht und wirft die Seeräuber in sein Verlies.
Heinz lernt in Danzig die 16-jährige schelmische Maria, die Tochter des Ratsherrn und Reeders Tidemann Huxer, kennen und lieben. Während des Danziger Markttreibens macht Hans den Freund Heinz mit seinem Waldmeister Gundrat, einem streitsüchtigen alten Mann, der am Melno-See hausen soll, bekannt. Nach den Pfingstfeierlichkeiten in Danzig verlassen die beiden Freunde die Hansestadt. Hans reist zum Gut seines Vaters nach Buchwalde und Heinz zu seinem Verwandten Heinrich von Plauen nach Schwetz.
Seit drei Jahren führt Heinrich von Plauen auf Schloss Schwetz ein strenges Regiment. Hochmeister Ulrich von Jungingen treibt zum Kriege. Während des bevorstehenden Feldzuges soll Heinrich von Plauen das Hinterland sichern. Heinz wird vom Komtur überaus herzlich empfangen. Heinrich von Plauen betrauert das viel zu frühe Ende von Heinzens Mutter. Diese hatte die Geburt von Heinzens drei Jahre jüngerer Schwester Waltrudis nur kurze Zeit überlebt. Der Komtur schickt Heinz zum Hochmeister. Unterwegs begegnet Heinz der Schwester. Auch Hans kommt des Weges und verliebt sich in Waltrudis. Auf der Weiterreise zur Marienburg gerät Heinz in ein Unwetter, verirrt sich und trifft in einer Waldwildnis erneut auf den Waldmeister Gundrat. Dieser vertraut sich dem jungen Reisenden an. Gundrat ist aus dem Vogtland über Böhmen, Schlesien und Polen ins Preußenland geflüchtet, weil er im Affekt die vergötterte einzige Tochter Mechthild erschlug. Denn aus Liebe zu einem hohen Herren hatte Mechthild die Eltern verlassen und dem Adligen in der Fremde zwei außereheliche Kinder geboren.
Heinz nimmt einen Umweg über Buchwalde. Hans – erfreut über den Besuch – stellt ihm seine Halbschwester Natalia vor. In der zweiten Ehe hatte Hansens Vater eine Polin geheiratet. Heinz begegnet in Buchwalde Herrn Michael von Kroczinski. Das ist ein Verwandter der neckischen Natalia.

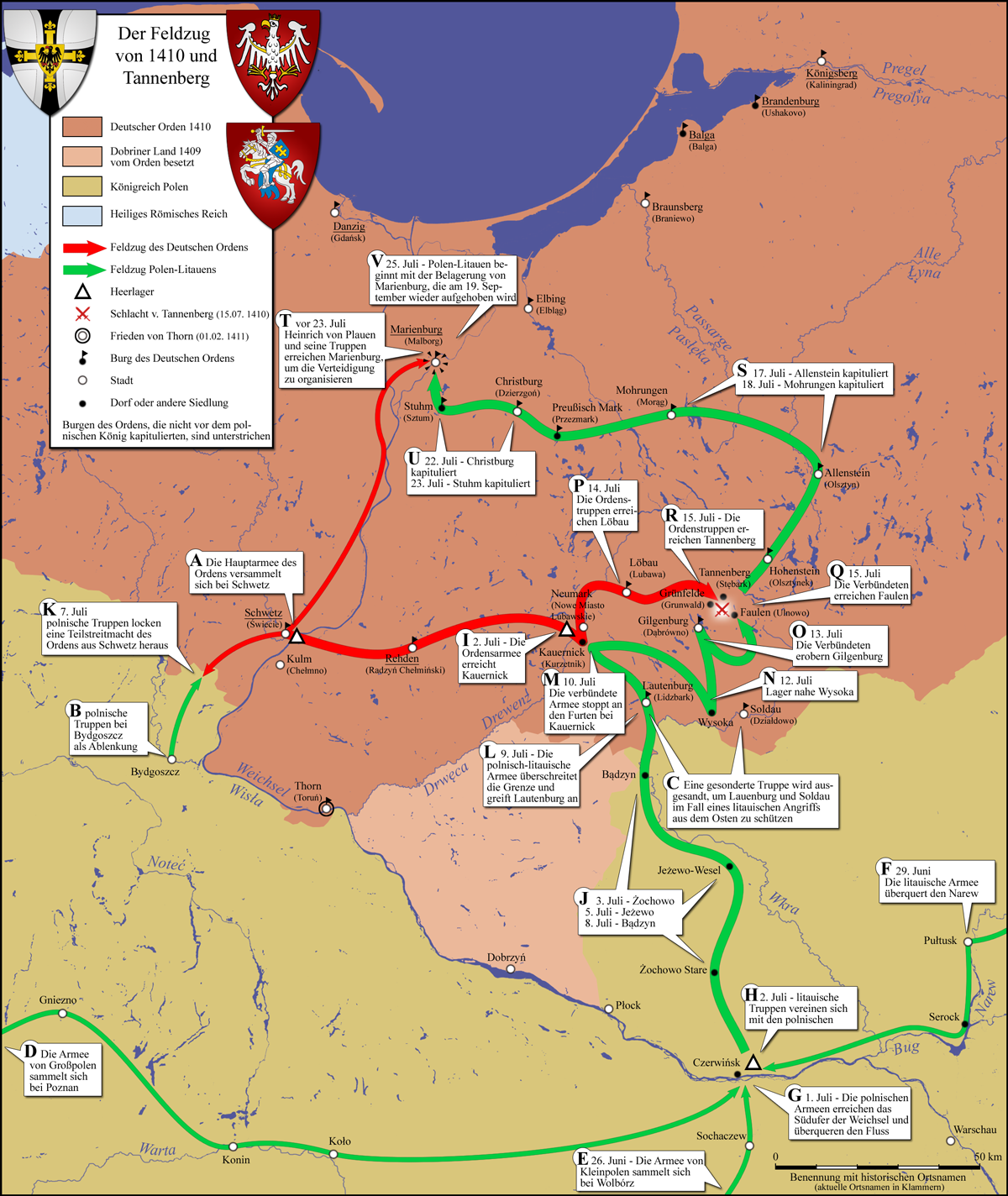
Zur geographischen Lage von Tannenberg, Rehden, Schwetz, der Marienburg, Danzig und Thorn (Zu den Ortsnamen gegen Ende des 19. Jahrhunderts dort siehe auch Karte anno 1896).

Heinz erreicht die Marienburg und zieht als Knappe des Hochmeisters in die Schlacht. Der Hochmeister fällt, sein Knappe wird bei Tannenberg schwer verwundet. Hans, dessen Vater während der Schlacht ebenfalls fiel, findet den Freund leblos auf dem Felde liegen und hält ihn für tot. Das Ordensheer ist geschlagen. Hans reitet nach Schwetz, um dem Komtur die Nachricht zu überbringen. Unterwegs überredet der neue Herr von Buchwalde den Waldmeister Gundrat, die beweglichen Güter seines Eigentums vor den vorrückenden Siegern zu retten. 
Heinrich von Plauen muss nach Erhalt der Schreckensbotschaft erkennen, auf ihm lastet auf einmal alle Verantwortung. Denn die Großgebietiger sind gefallen. Er eilt mit seiner Truppe von Schwetz durch Pommerellen zur Marienburg, um sie vor den anrückenden Siegern zu schützen. Zuvor beauftragt er noch Hans, seine Pflegetochter Waltrudis nach der Marienburg zu geleiten.
Derweil streift Michael von Kroczinski übers Schlachtfeld und findet Heinz schwach atmend. Kroczinski bringt den Schwerverwundeten als Gefangenen zu seiner Familie nach Sczanowo im Königreich Polen. Dort auf dem Schloss an der Weichsel ist Natalia mit ihrer Mutter untergekommen. Das schöne Mädchen pflegt ihren Gefangenen Heinz viele Wochen aufopferungsvoll.
Heinrich von Plauen wird „des Ordens Statthalter“. Er überredet seinen jüngeren Bruder Heinrich Reuß von Plauen, einen bärbeißigen Haudegen, als Komtur von Danzig die aufmüpfigen Danziger Bürger zu bändigen. Als König Jagello mit seiner Heeresübermacht während der Belagerung der Marienburg die Eingeschlossenen hart bedrängt, bestürmen die Ordensritter ihren Statthalter, um Frieden zu bitten. Heinrich von Plauen erniedrigt sich notgedrungen vor König Jagello. Als der König auf der Übergabe der Marienburg besteht, setzt der Statthalter die Verteidigung trotzig fort. Das Kriegsglück wechselt. Unter den Belagerern rafft die Ruhr Tausende dahin. Großfürst Witowd zieht mit seinen Litauern ab. Der König von Ungarn fällt in Südpolen ein. Komture aus Deutschland schicken Geld. Damit werden Söldner angeworben. Am 19. September 1410 zieht König Jagello nach mehrwöchiger Belagerung ab. Er droht seine spätere Rückkehr an. Repräsentanten etlicher Städte, so auch die Danziger, haben dem Souverän gehuldigt. 
Im November wird Heinrich von Plauen zum Hochmeister des Deutschen Ordens gewählt. Der Hochmeister erpresst Bürgermeister Konrad Letzkau. Danzig sei freundlich zu König Jagello gewesen. Nun erwarte er eine Gegenleistung. Letzkau muss im Ausland Geld beschaffen. Er tut es mit Geschick und hat Erfolg.
Als Heinrich von Plauen in der Buchwalder Flur jagt, unternimmt Waldmeister Gundrat, der Verwalter des Gutes Buchwalde, einen Attentat auf den Hochmeister. Der Versuch scheitert. Gundrat schimpft Heinrich von Plauen einen Verführer und Mörder. Der Hochmeister begibt sich nach Thorn zu neuen Friedensverhandlungen mit König Jagello.
Natalia liebt Heinz. Das schöne Mädchen muss erfahren, dass ihr Gefangener Maria liebt. Dank Natalias Pflege wird Heinz gesund. Er flieht auf einem Weichselfloß nach Danzig und will dort Maria heiraten. Der Ratsherrn Tidemann Huxer gibt die Tochter keinem Junker Habenichts zur Frau. Huxer hat noch ganz andere Sorgen. Er wird auf das Schloss gerufen, kehrt aber in letzter Minute um. Komtur Heinrich Reuß von Plauen will sich an den Danziger Bürgern für ihren Verrat rächen. Das schwarze Kreuz soll alle Macht über Danzig wiedererlangen. Weil die Danziger in einer der schwersten Stunden des Ordens dem König Jagello gehuldigt hatten und auch, weil Danzig unabhängig werden will, lockt Heinrich Reuß die Ratsherren zu Ostern 1411 auf sein Schloss und lässt Konrad Letzkau, Bartholomäus Groß und einen zweiten Danziger Bürgermeister umbringen. Der Komtur hatte die noch eingekerkerten Seeräuber als Mörder gedungen. Marquard Stenebreeker und seine Vitalienbrüder erhalten für den Mord die Freiheit. Heinrich von Plauen ist über die Untat entsetzt, unternimmt aber nichts gegen den leiblichen Bruder. 
Der Hochmeister ist in das Königsberger Schloss gezogen. Der dortige Großschäffer Georg von Wirsberg intrigiert gegen ihn. Heinz dringt zum Hochmeister vor. Heinrich von Plauen ist hocherfreut. Glaubte er doch Heinz in Tannenberg gefallen. Heinz beklagt sich vergebens über die Ungesetzlichkeit in Danzig. Er will die Grenze des Preußenlandes verteidigen. Der Hochmeister möchte aus Heinz einen geistlichen Ritter machen. Heinz, der Maria Huxer heiraten will, schreckt vor dem Gelübde  zur Keuschheit, Armut und zum Gehorsam zurück.
Natalia folgt ihrer Mutter nach Thorn. Von dort aus besucht sie den Bruder Hans in Buchwalde. Hans tritt dem Eidechsenbund bei. Die Mitglieder des Geheimbundes suchen die Nähe des Königs Jagello. Hans verrät die Bundesgenossen beim Hochmeister und bekommt später dafür Waltrudis zur Frau.
Georg von Wirsberg will den „alten wahnwitzigen“ Waldmeister und auch Natalia für ein Attentat auf den Hochmeister gewinnen. Von Wirsberg liebt Natalia, wird abgewiesen und raubt die Jungfrau. Das ist vergebliches Bemühn. Natalia verletzt von Wirsberg schwer und flieht. Der Missetäter wird verhaftet und eingekerkert.
Maria Huxer lässt sich von Heinz entführen. Der Vater Tidemann Huxer vereitelt die Unternehmung. Natalia, die Heinz heimlich nach Danzig gefolgt ist und dort spioniert, hat sich gerächt, hat das Liebespaar verraten. 
Der Waldmeister dringt zum Hochmeister vor, nicht aber um ihn zu morden. Heinrich von Plauen erkennt in Gundrat seinen alten Meinhart, bei dem er einst das Weidwerk erlernt hatte. Der Hochmeister gesteht dem Alten, Waltrudis ist seine Tochter und Heinz sein Sohn. Meinhart will Vormund seiner beiden Enkel werden und setzt sich für die Verbindung Hansens mit Waltrudis ein. Das Paar wird getraut. Der Hochmeister und Heinz sind zugegen. Heinz macht es Hans nicht zum Vorwurf, dass seine Schwester Natalia ihn verraten hat. Anno 1412 setzt Heinrich von Plauen seinen Sohn Heinz als Spitzel bei diplomatischen Missionen im Ausland ein. Heinz gehorcht.
Heinz, der vom Tode Marias erfährt, entschließt sich zur Ritterweihe. Während der Weihe presst Ordensmarschall Michael Küchmeister von Sternberg dem Hochmeister ein verhängnisvolles Geständnis ab: Heinz ist der Sohn des Heinrich von Plauen. Der Hochmeister eröffnet dem Sohn, er habe seinerzeit das Kreuz genommen, weil Heinzens Mutter Mechthild gestorben war. Zwar sieht sich Heinz schimpflich abgewiesen, doch er ist frei und kann freien. Denn Maria lebt. Tidemann Huxer hatte die Tochter ins Kloster gesperrt und für tot erklären lassen. 
Als Kriegshauptmann der Stadt Lübeck bekämpft Heinz erfolgreich Seeräuber; liefert Marquard Stenebreeker an den Galgen. Nachdem Heinz den Seeräubern zwei gekaperte Schiffe abgejagt und an Huxer zurückgegeben hat, gibt der Ratsherr dem Kriegshauptmann die Tochter Maria zur Frau. Das Paar – und auch Hans und Waltrudis – bekommen Kinder. Der Waldmeister verlässt Preußenland und wagt in der litauischen Waldwildnis einen Neubeginn. Natalia lebt in der nun freien Waldhütte des Alten als Waldmeisterin, nimmt schließlich Gift und zündet auch noch ihre Behausung an. Die sterblichen Überreste des Mädchens werden unter verkohlten Balken der Hütte aufgefunden.
Der Ordensmarschall von Sternberg, ein Verschwörer, der nach Frieden mit Polen strebt, setzt Heinrich von Plauen anno 1413 als Hochmeister ab und übernimmt selbst das hohe Amt. Heinrich von Plauen, der seinen Krieg gegen den äußeren Feind nicht führen darf, stirbt 1429 gebrochenen Herzens.

## Zitate
- „Was in der Not geschieht, das ist nicht zu richten.“[5]
- „Wer lebt, den soll man nicht verlorengeben.“[6]
- „Was ich werden will, das muß ich selbst aus mir machen.“[7]
- „Jeder neue Tag findet einen neuen Menschen.“[8]

## Form
Der allwissende Erzähler lässt Protagonisten abwechselnd halblaut oder leise denken. Die Gedanken sind zumeist so wie wörtliche Rede hervorgehoben. Wichert kommentiert immer einmal seinen Handlungsvortrag. Zum Beispiel Heinrich von Plauen sei „infolge trüber Lebenserfahrungen und unter dem Druck einer Stimmung, die nach völliger Abkehr von der Welt verlangte“ in den Ritterorden eingetreten.
Unübersehbar ist Wicherts Schwarzweißmalerei. Diese wird zum Beispiel während der Beschreibung der Schlacht bei Tannenberg sichtbar. König Wladislaus Jagello ist mit allen erdenklichen negativen Attributen gezeichnet. Jagello meidet während des mörderischen Gemetzels den Aufenthalt im Zentrum des unbarmherzigen Getümmels. Hingegen Ulrich von Jungingen kämpft in vorderster Front; fällt als unerschrockener Ritter, der die Ehre höher achtet als das Leben und letztendlich nur durch Verrat aus den eigenen Reihen besiegbar wird. 
Wichert lässt mitunter einen alten erfahrenen Mann oder wenigstens einen würdigen Herren dem jeweiligen Grünschnabel – das sind Hans und Heinz – ein Kapitel aus der baltischen Geschichte erläutern. Somit erfährt der Leser zum Beispiel etwas über die Gründe der eingangs genannten Todfeindschaft. Zwar gehört Wicherts Kriegsberichterstatter- und Chronisten-Erzählton nicht in ein Prosawerk, doch der Autor kann auch anders. Zum Beispiel die Lektüre des 29. Kapitels „Die Flucht“ erstaunt den Leser durch die anrührend-glaubhafte Darstellung der Liebe Natalias zum Helden Heinz.
Wichert gestattet Einblick in den Alltag der Ritter.

## Rezeption
- Sprengel weist auf die „Kritik am Adel“[15] hin.
- Der Text gehöre zu den wenigen Ordensromanen, die im Deutschen Kaiserreich veröffentlicht wurden.[16]

## Ausgaben

### Erstausgabe
- Heinrich von Plauen. Historischer Roman in drei Bänden. Verlag von Carl Reißner, Leipzig 1881.

### Benutzte Ausgabe
- Heinrich von Plauen. Ein Roman aus der Vergangenheit des Deutschen Ostens. Mit einer Einleitung von Waldemar Oehlke. Oswald Arnold Verlag, Berlin 1943. Gedruckt bei Rudolf M. Rohrer in Brünn. Erster Band 442 Seiten. Zweiter Band 450 Seiten

### Weitere Ausgabe
- Heinrich von Plauen. Ein Roman aus dem deutschen Osten. Mit Abbildungen. Schild-Verlag München 1959 (2 Bde. 320 und 356 Seiten)